# Laputa
Laputa（ラピュータ）は、日本のヴィジュアル系ロックバンド。「黒夢とともに名古屋ビジュアル・シーン創成期を形成した」といわれる。

## 概要
バンド名は、アイルランドの作家ジョナサン・スウィフトの小説『ガリヴァー旅行記』に登場する、空想人の島ラピュータにちなんでakiによって名付けられている。ファンクラブ名は2000年まではVOYAGE だったが、4Lへと変わった。ファンの呼称は廃人。

## 来歴
1997年以降はオフィシャルサイトのアーカイブを参考に記述した。
1992年
- Tomoiは高校時代から、筋肉少女帯、安全地帯、REACTIONなどをはじめ、年間100本以上のライヴにコンサートスタッフとして参加し、機材スタッフとしての経験を積んだ[8]。このイベンターでのコンサートスタッフのアルバイトには、akiも参加していた[9]。
- 同じコンサートスタッフのアルバイトで知り合ったHidenoを中心に、aki、Tomoi、kusubaという高校の同級生3名の計4名でAi SICK FACEを結成する[9]。

1993年
- Tomoiによれば、ライヴハウスでSilver-Roseのステージを見たことで自身のプロ意識の欠如を実感し、Ai SICK FACEの解散を決めたという（ちなみに、その当時Sliver-Roseでギターを弾いていたのは、Kouichiである。）[9]。Laputa結成前からakiとTomoiで曲作りを始める[10]
- 7月、元Ai SICK FACEのaki、Tomoiを中心に結成。
- 8月29日、名古屋MUSIC FARMで開催された2daysイベントで初ライブを行う。Silver-RoseのKAIKIが主催するイベントであり、のちにLaputaに加入するJunjiもAd de Vidarで参加していた[10]。
- 9月4日、名古屋MUSIC FARMにてデモテープ『Saddistの夢』80本を配付。
- 11月13日、名古屋MUSIC FARMのライブでギタリスト・Hidenoが加入。
- 12月20日、デモテープ『奈落の底』発売。
- 12月29日、Hiro脱退。

1994年
- 1月20日、年末のライブで脱退したHiroの穴を埋める形でJunjiが加入。
- 5月5日、マキシシングル『私が消える』を発売。初回プレス1000枚は予約完売。
- 5月から、ツアー「Paradoxical Reality TOUR」を開催。
- 7月25日、Hideno（→Merry Go Round）が脱退。その3日後の28日に元Silver-RoseのギタリストKouichiが加入する。

1995年
- 1月7日、音楽性の違いなどからKusuba（→Lúcide）が脱退。
- 1月12日、名古屋MUSIC FARMで行われたインフォメーションクラブ会員限定ライブからJunjiがベーシストに転向。Vo,aki・Gu,Kouichi・Ba,Junji・Dr,Tomoiの編成で落ち着く。
- 2月24日、1stフルアルバム『眩〜めまい〜暈』発売。初回プレス5000枚は予約完売。
- 3月から、ツアー「Paradoxical Reality TOUR II act 眩〜めまい〜暈」を開催。
- 9月、活動拠点を名古屋から東京に移すと同時にシェイクハンドと契約。オフィシャルファンクラブ「VOYAGE」を設立する。
- 12月、ツアー「Paradoxical Reality TOUR III」を開催。

1996年
- 2月25日、ミニアルバム『眩めく廃人』をシェイクハンドレコードより発売。オリコンインディーズチャート初登場2位を記録する。
- 3月から、ツアー「Paradoxical Reality TOUR IV act 〜眩めく廃人〜」を開催。
- 4月16日、ツアーファイナル公演を渋谷ON AIR WESTで行う。
- 7月7日、ライブビデオ『箱庭』をシェイクハンドレコードより発売。オリコンインディーズビデオチャート初登場1位。
- 8月、ツアー「Paradoxical Reality TOUR V act 〜箱庭〜」を開催。
- 8月10日、下北沢CLUB QUEで行われたFC限定ライブで、メジャーデビューを発表。
- 9月30日、デビューシングル『硝子の肖像』を東芝EMIより発売。
- 10月23日、デビューアルバム『蜉〜かげろう〜蝣』を東芝EMIより発売。それに伴って、「TOUR 蜉〜かげろう〜蝣」を開催。

1997年
- 6月8日、東京の新宿アルタ前広場（新宿ステーションスクエア）にてゲリラライブを行って約5000人を動員し、その模様が翌日のスポーツ紙6紙とTV番組で取り上げられる[11]。
- 7月から、ツアー「TOUR 絵〜エマダラ〜斑」を開催。

1998年
- 4月から、ツアー「TOUR 麝〜ジャコウ〜香」を開催。

1999年
- 8月から、ツアー「1999 TOUR　翔〜カケラ〜裸」を開催。
- 10月23日、香港のロックイベント「Rock'n Roll Circuit In Hong Kong」に参加し、イベントのトリをつとめる[12]。

2000年
- 東芝EMIから日本クラウンへと移籍。

2001年
- 4月から、ツアー「Laputa TOUR 001　Programized Heaven」を開催。

2002年
- 7月から、ツアー「Laputa TOUR 002　New Temptation」を開催。

2003年
- 5月から、ツアー「Laputa TOUR 003　Sparks Monkey」を開催。

2004年
- 9月5日、渋谷公会堂でのライブを最後に11年と1日の活動に終止符を打った。

2024年
- 8月28日、日本クラウン在籍時に発売したシングル、アルバム全8作品が各サブスクリプション・サービスで配信解禁され、Junji（ベース）がコメントを発表した[13]。
- 9月28日、DIAMOND HALLにて一夜限りの復活公演「ALL BURST」を開催[14]。

2025年
- 8月29日、LINE CUBE SHIBUYAにて、「Without your L」を開催[15]。

## メンバー

### 解散時のメンバー
- aki（アキ、1970年10月10日 - 2023年8月29日） ボーカル・リーダー担当 O型 愛知県出身
  - 解散後はソロで活動。黒夢の元ローディー。
  - 2023年8月29日、急病により死去[16]。52歳没。
- Kouichi（コウイチ、1970年8月3日 - ） ギター担当 O型 三重県出身
  - 解散後はEverlasting-K（ソロ名義）、XOVERで活動。元Silver-Rose。
- Junji（ジュンジ、1974年8月9日 - ） ベース担当 A型 愛知県出身
  - 解散後はHALATION（ソロ名義）、C4で活動。
- Tomoi （トモイ、1970年11月17日 - ） ドラム担当 O型 愛知県出身
  - 解散後はC4で活動。黒夢の元ローディー。

### 旧メンバー
- Hiro（ヒロ） ギター担当
  - 1993年12月29日に脱退。脱退後、ALBTROSS加入。
  - 現在は会社経営をしながら、JEALOUS WILDで活動している。

- Hideno（ヒデノ、1970年5月24日 - ） ギター担当 AB型 愛知県出身
  - 1995年、Merry Go Roundに加入。後に楽器屋を営んでいる。

- Kusuba ベース担当
  - 1995年の脱退後にLúcideを結成。2000年にはKraidhearzを結成。後に会社を経営。

## 特徴

### コンセプト、歌詞
リーダーのakiは、「ダーク、ハード、メロディアス」をコンセプトとして掲げていた。これは、ステージでは「非現実的な世界観を演じて」いく一方、サウンド面ではハードロック、ヘヴィメタルを志向するということであった。だが、活動を開始した初期の客層は80年代メタルシーンよりも、UKポストパンクシーンをバックボーンにしている人が多く、その点では話が合わなかったこともあるとakiは述べている。
インディーズ時代には、血糊を吐いたり、演劇的な要素をライブに取り入れるなど、ある種ショック・ロックのようなシアトリカルなパフォーマンスを行っていた。ただ、ヴィジュアル面に関しては「肝になる音楽という部分で、僕らの音楽に必要だからメイクをしてる（中略）音にいちばん合うメイクであったり、衣装であったり、ステージングであったり、そういう部分での"役"を見せていきたい」と語っており、あくまで音楽が主だという態度を示した。
インディーズ時代の初期の歌詞では、DEAD ENDやGASTUNKに影響を受けて、難しい漢字を使って、その漢字の持つ雰囲気から退廃的でダークな世界観を出そうとしていた、とakiは述べている。当時はボードレールや萩原朔太郎の詩集からもインスパイアされていたが、メジャーデビュー後は日常で使うような言葉を用いて、遠回しに抽象的な内面の世界を表現することに関心が移っていった。「謎めいた答えのないものに対する問いかけ」が共通するテーマになっているとも語っていた。

### 音楽的特徴
CD Journalのレビューは初期の音楽性を「エッジの鋭いアグレッシヴ／ダーク・サイケな音楽性とゴシック的なビジュアル」や「ハード・ロック、ヘヴィ・メタルをしっかりと吸収した安定したサウンド」などと評している。音楽評論家の市川哲史は、前期のサウンドを「耽美かつダークなV系サウンド」と表現している。後期のサウンドは「デジタル・ビートの大胆な導入がバンド自体の変容と並行している」と評価されているように、エレクトロニック・ダンス・ミュージックに影響されたデジロックのような音楽性へと変わった。初期から中期にかけてはKouichiがメインの作曲を手がけていたが、後期からはJunjiの作曲が増えている。

### 受けた影響

#### aki
高校時代にモトリー・クルーを聴いたことで衝撃を受けてLAメタルにはまり、その後はDEAD END、LOUDNESS、44MAGNUM、GASTUNK、REACTIONなどのジャパニーズ・メタルをよく聴いていたという。「コピーをやっていて面白かったのは、REACTION、DEAD END、SNIPER、MARINO、TILT」だったとも述べている。自身のお気に入りのアルバムには、モトリー・クルーの『華麗なる激情』、REACTIONの『INSANE』、DEAD ENDの『DEAD LINE』を挙げている。

#### Kouichi
VOW WOW、EARTHSHAKER、ANTHEMなどを高校時代によく聴いたとインタビューで答えており、なかでもVOW WOWは特に好きなバンドだという。また、影響を受けたギタリストはイングヴェイ・マルムスティーンと元JUSTY-NASTYの辻剛 である。お気に入りのアルバムはイングヴェイ・マルムスティーンの『セブンス・サイン』、LOUDNESSの『DISILLUSION 〜撃剣霊化〜』とのこと。

#### Junji
デュラン・デュラン、ボン・ジョヴィ、バウハウス、デッド・カン・ダンス、ザ・キュアー などを好きなバンドとしており、ベーシストとして影響を受けたアルバムとして、スティングの『フィールズ・オブ・ゴールド〜ベスト・オブ・スティング1984-1994』、ビョークの『ポスト』、レディオヘッドの『ザ・ベンズ』をあげている。Vicious監修のコンピレーションアルバムでは、2Kの「***k The Millennium」とレディオヘッドの「パラノイド・アンドロイド」をお気に入りの曲として選んでいるほか、あるインタビューでメイヤ、エンヤ、スマッシング・パンプキンズを好きなアーティストとして挙げていた。また、好きなジャンルはダンス・ミュージック とトリップ・ホップとしていた。

#### Tomoi
デュラン・デュラン、TOTO、Journey、REACTIONを好きなバンドに挙げている。また、高校時代は聖飢魔II、LAメタルなどのコピーをしており、理想のドラマーとしてはDEAD ENDの湊雅史や筋肉少女帯の太田明のようなスタイルと語っていた。

### 与えた影響
後続のアーティストに対する影響では、Sadieのギタリスト剣とDIAURAのギタリスト佳衣、DのギタリストRuizaとHIDE-ZOU などがKouichiに対するリスペクトを表明している。特に、HIDE-ZOUはグッズもたくさん持っているほか、「Kouichiさんの機材を参考に買ったことがありました」と述べている。
vistlipのギタリスト海は「バンドをやろうって思ったきっかけ、ヴィジュアル系にのめり込んだきっかけ」として、Laputaの「硝子の肖像」を挙げている。また、C4やBABYMETALで活動するギタリスト大村孝佳も「僕、Laputa大好きなんですよ」と述べ、中学生の頃からLaputaファンだったことを公言している。ナイトメアのYOMIは、高校生の時にバンドでLaputaのコピーをしていた。Laputaメンバーとも交流があるKayaは、「CRUSH!-90’s V-Rock best hit cover songs-」というカヴァーコンピレーションアルバムで「揺れながら…」をカヴァーしている。
lynch.のボーカル葉月も、影響を受けたバンドにLaputaを挙げていて、akiの歌唱を評価している。

## 評価
元FOOL'S MATEの編集者であるライターの早川洋介は、Laputaを「アグレッションと叙情性の両立を高次元で確立できる数少ないバンド」と評価している。
ライターの加納一美は、彼らの作品は「知的な構築性」から成り立っており、その音楽性は「非常に哀しくも美しく、時に激しさを訴えるメロディ、デュアル・ショックをも体感させる重々しいリズム、天と地を往来する大気を震わせるヴォイス」から出来ていると分析している。

## 交友関係
ストーナーロック/ドゥームメタルバンドEternal Elysiumの岡崎幸人はakiの高校の先輩であり、「奈落の底」のデモテープのエンジニアやライブのPAなどを担当したこともあった。
黒夢のベーシストであり、現在はakiのサポートもしている人時は、仲の良いアーティストとしてakiを挙げている。4枚目のソロアルバムを作る際にも、「akiちゃんから“人時くん、ベース・ソロの作品を作らない？”って言われた」ことがきっかけのひとつになったことを語っている。
また、同じ頃に東京に進出してメジャーデビューしたLa'cryma Christiとはバンド間で親交があり、レコーディングスタジオへの行き来などもしていた。当時、SHUSEは対談で「俺は個人的に一緒にシーンを盛り上げていけたらいいかなとは思ってる」と語っていた。

## ディスコグラフィ

### デモテープ
1. Saddistの夢（1993年9月4日）
2. 奈落の底（1993年12月20日）

### シングル
|               | 発売日                     | タイトル                      | 規格           | 規格品番      | JP            | 収録アルバム     | 備考                               |
| Office Laputa | Office Laputa              | Office Laputa                 | Office Laputa  | Office Laputa | Office Laputa | Office Laputa    | Office Laputa                      |
| ------------- | -------------------------- | ----------------------------- | -------------- | ------------- | ------------- | ---------------- | ---------------------------------- |
| インディーズ  | 1994年5月5日               | 私が消える                    | マキシシングル |               |               |                  | インディーズ時代の唯一のCDシングル |
| インディーズ  | 1994年5月24日（2ndプレス） | 私が消える                    | マキシシングル | OLR-001       |               |                  | インディーズ時代の唯一のCDシングル |
| 東芝EMI       |                            |                               |                |               |               |                  |                                    |
| 1st           | 1996年9月30日              | 硝子の肖像                    | 8センチCD      | TODT-3844     | 34            | 蜉〜かげろう〜蝣 | メジャーデビューシングル           |
| 2nd           | 1997年5月28日              | eve〜Last night for you〜     | 8センチCD      | TODT-3953     | 33            | 絵〜エマダラ〜斑 |                                    |
| 3rd           | 1997年11月12日             | meet again                    | 8センチCD      | TODT-5081     | 20            | 麝〜ジャコウ〜香 |                                    |
| 4th           | 1998年2月4日               | 揺れながら…                   | 8センチCD      | TODT-5118     | 25            | 麝〜ジャコウ〜香 |                                    |
| 5th           | 1998年9月23日              | Feelin' the sky               | 8センチCD      | TODT-5193     | 15            | 翔〜カケラ〜裸   |                                    |
| 6th           | 1999年1月1日               | Breath                        | 8センチCD      | TODT-5239     | 29            | 翔〜カケラ〜裸   |                                    |
| 7th           | 1999年3月17日              | Chimes                        | 8センチCD      | TODT-5276     | 25            | 翔〜カケラ〜裸   |                                    |
| 8th           | 1999年5月19日              | Virgin cry                    | 8センチCD      | TODT-5293     | 23            | 翔〜カケラ〜裸   |                                    |
| 日本クラウン  |                            |                               |                |               |               |                  |                                    |
| 9th           | 2000年10月25日             | Shape〜in the shape of wing〜 | マキシシングル | CRCP-10003    | 26            | 楽〜ヘブン〜園   |                                    |
| 10th          | 2001年2月21日              | Silent on-looker              | マキシシングル | CRCP-10012    | 43            | 楽〜ヘブン〜園   |                                    |
| 11th          | 2002年6月21日              | 深海/Brand-new color          | マキシシングル | CRCP-10027    | 58            |                  | ラストシングル                     |

### アルバム
|                                     | 発売日         | タイトル                                                   | 規格品番                       | 収録曲 | 備考 |
| ----------------------------------- | -------------- | ---------------------------------------------------------- | ------------------------------ | --- | --- |
| インディーズ1st                     | 1995年2月24日  | 眩〜めまい〜暈                                             | SCD-001                        | 全9曲 1. Scapegoat[4:04] 2. Vertigo[5:45] 3. too late[5:24] 4. Nervous[6:33] 5. 罠[2:37] 6. The unforgiven[5:42] 7. Insatiable[4:22] 8. Obsessed Life[3:44] 9. falling〜[6:14] | オリコン66位 |
| インディーズ1st                     | 1998年9月23日  | 眩〜めまい〜暈                                             | TOCT-10407（リマスター再発盤） | 全9曲 1. Scapegoat[4:04] 2. Vertigo[5:45] 3. too late[5:24] 4. Nervous[6:33] 5. 罠[2:37] 6. The unforgiven[5:42] 7. Insatiable[4:22] 8. Obsessed Life[3:44] 9. falling〜[6:14] | オリコン66位 |
| インディーズ2nd                     | 1996年2月25日  | 眩めく廃人                                                 | SHCD-001                       | 全5曲 1. 泥〜IN BOG…IN WORST〜[3:58] 2. Insatiable[4:13] 3. an eternity[3:27] 4. Vertigo[5:47] 5. 奈落の底[4:40] | オリコン58位 |
| インディーズ2nd                     | 1998年9月23日  | 眩めく廃人                                                 | TOCT-10408（リマスター再発盤） | 全5曲 1. 泥〜IN BOG…IN WORST〜[3:58] 2. Insatiable[4:13] 3. an eternity[3:27] 4. Vertigo[5:47] 5. 奈落の底[4:40] | オリコン58位 |
| 1st                                 | 1996年10月23日 | 蜉〜かげろう〜蝣                                           | TOCT-9686                      | 全11曲 1. trance[0:42] 2. Four leaf clover[4:37] 3. MASTER 〜Go Beyond Dimension〜[3:56] 4. 迷子の迷子[3:44] 5. Instead of ache[4:23] 6. 止まない耳鳴り[3:41] 7. かげろう[4:51] 8. 硝子の肖像[4:24] 9. Asleep&Awake〜不眠と催眠[4:13] 10. 針の筵[3:47] 11. Venus[4:50] | メジャーデビューアルバム。オリコン24位 |
| 2nd                                 | 1997年6月25日  | 絵〜エマダラ〜斑                                           | TOCT-9887                      | 全11曲 1. ALKALOID[3:52] 2. LOWSPIRITED[4:09] 3. MONOCHROME[4:39] 4. REINCARNATION MORNING[4:37] 5. MOVE ON DARKNESS[5:07] 6. B.C.[4:13] 7. MARK MARS[4:00] 8. OVER MIND[5:01] 9. EVE[5:15] 10. STAY[3:58] 11. FREESIA[5:25] | オリコン24位 |
| 3rd                                 | 1998年3月18日  | 麝〜ジャコウ〜香                                           | TOCT-10216                     | 全10曲 1. 麝香[4:27] 2. ケミカルリアクション[4:12] 3. ロゼ[4:14] 4. 揺れながら…[4:31] 5. 裂かれて二枚[5:05] 6. カナリヤ[5:30] 7. ミートアゲイン[5:51] 8. 白昼夢[4:18] 9. ナイフ[4:59] 10. クラッシュボウイ[4:36] | オリコン10位 |
| 4th                                 | 1999年6月9日   | 翔〜カケラ〜裸                                             | TOCT-24143                     | 全10曲 1. Sadness[4:38] 2. Virgin cry[3:36] 3. Jesus[3:47] 4. Starting paranoia[3:37] 5. Chimes[3:57] 6. Refrain Limit / Drug Habit[4:40] 7. Breath[4:16] 8. Feelin' the sky[4:45] 9. Masquerade[4:50] 10. After lovers[5:16] | オリコン10位 |
| カップリングベスト                  | 2000年2月23日  | Laputa coupling collection +xxxk [1996-1999 Singles]       | TOCT-24313                     | 全10曲 1. Pink animals[6:52] 2. xxxk animals[5:06] 3. Beautiful Place[5:07] 4. Tomorrow[5:00] 5. 木洩れ陽[5:58] 6. 君の声[5:05] 7. Squall[4:04] 8. WITH the WIND[4:36] 9. BUZZ[3:35] 10. 舌～00mix[4:52] | オリコン43位 |
| ベストアルバム                      | 2000年10月25日 | Laputa 3DISC BEST 〜1995-1999 except Coupling Collection～ | TOCT-24448～50                 | 全8+13+11曲 DISC1 1. 硝子の肖像[4:25] 2. eve～Last night for you～[4:49] 3. meet again[5:18] 4. 揺れながら…[4:33] 5. Feelin'the sky[4:45] 6. Breath[4:18] 7. Chimes[3:59] 8. Virgin cry[3:37] DICS2 1. falling～[6:14] 2. too late[5:25] 3. Vertigo[5:52] 4. Four leaf clover[4:39] 5. 止まない耳鳴り[3:42] 6. かげろう[4:51] 7. カナリヤ[5:30] 8. MONOCHROME[4:38] 9. ロゼ[4:12] 10. ナイフ[4:59] 11. Jesus[3:50] 12. Starting Paranoia[3:39] 13. Masquerade[4:51] DICS3 1. 奈落の底[3:43] 2. Obsessed Life[3:47] 3. 針の筵[3:47] 4. 麝香[4:09] 5. OVER MIND[5:01] 6. B.C.[4:15] 7. Asleep&Awake～不眠と催眠～[4:14] 8. an eternity[3:27] 9. ALKALOID[3:40] 10. MASTER～Go beyond dimension～[3:57] 11. クラッシュボウイ[3:30] | 東芝EMI在籍時代の音源に加え、インディーズ時代の音源からもセレクトされた3枚組ベストアルバム。オリコン41位 |
| 5th                                 | 2001年3月16日  | 楽〜ヘブン〜園                                             | CRCP-40002                     | 全11曲 1. Blast-Off Time[1:56] 2. Programized Heaven[4:58] 3. Silent on-looker[4:17] 4. Devil's Waiting[4:14] 5. Sapless Heart[5:18] 6. Dazzling Sun[3:29] 7. Shape[4:30] 8. I Cry "Dance"[4:11] 9. Borderline[4:05] 10. Blindman's Buff[3:09] 11. Black Sheep[3:52] | 日本クラウンに移籍後、初リリースとなるアルバム。オリコン50位 |
| 1stmini                             | 2002年3月21日  | glitter                                                    | CRCP-40010                     | 全6曲 1. POPular UPrising[4:44] 2. FACE[3:31] 3. In Confusion[4:49] 4. Unusual[3:37] 5. 1234＞＞＞[1:48] 6. Mr.Romance[4:28] | オリコン66位 |
| 6th                                 | 2002年7月24日  | 誘〜New Temptation〜惑                                     | CRCP-40016                     | 全12曲 1. Input device 5678＞＞＞ GoneRockShitHatch[2:16] 2. New Temptation[4:02] 3. Everything[4:16] 4. Night and Day[3:54] 5. Last[5:19] 6. Dummy[4:49] 7. Generator ～Sad Vibes Generation～[3:56] 8. Target[5:04] 9. Walk on[5:04] 10. Love Song[4:11] 11. Kiss in the Clouds[5:46] 12. Output device 9＞＞＞0 NineDay'sWonder[1:35] | オリコン50位 |
| 2ndmini                             | 2003年4月23日  | Sparks Monkey                                              | CRCP-40033                     | 全6曲 1. 太陽と蒼い月 ～2 Lovers～[4:11] 2. Real world[3:36] 3. “Body" Communication[5:09] 4. Treat your Fuck[3:15] 5. Freedom[4:51] 6. Sparks Monkey[4:15] | オリコン75位 |
| 3rdmini                             | 2004年3月17日  | Material Pleasures                                         | CRCP-40061                     | 全6曲 1. Persona[4:29] 2. Material Pleasures[3:34] 3. Beauty×Butterfly[3:43] 4. Stray[4:07] 5. Gorgeous[4:19] 6. OΦΦ[5:55] | オリコン89位 |
| ベストアルバム                      | 2004年7月28日  | Best AL+CLIP 2000〜2004                                    | CRCP-40074                     | 全17+7曲 CD 1. Blast-off Time[1:56] 2. Programized Heaven[4:58] 3. Silent on-looker[4:14] 4. Shape〜in the shape of wing〜[4:30] 5. Final[3:40] 6. Unusual[3:36] 7. Material Pleasures[3:33] 8. 深海[4:48] 9. Night and Day[3:51] 10. 太陽と蒼い月〜2 Lovers〜[4:11] 11. Stray[4:06] 12. Brand-new color[4:42] 13. Freedom[4:48] 14. Sparks Monkey[4:15] 15. POPular UPrising[4:43] 16. Dummy [4:48] 17. Kiss in the Clouds[5:46] DVD 1. Shape〜in the shape of wing〜 2. Ticker 3. Final 4. Silent on-looker 5. POPular UPrising 6. 深海 7. Sparks Monkey | 日本クラウン在籍時代の音源を総括したベストアルバム。全7曲のミュージックビデオを収録したDVD付。オリコン89位 |
| シングル＋ベストアルバム＋ライブDVD | 2025年8月29日  | Without your Love                                          | LA4L-0001                      | 全3+16+17曲 DISC1『Without your Love』 1. Without your Love 2. Without your Love Instrumental 3. Without your Love Remix DISC2『Crown Best 2025』 1. Shape〜in the shape of wing〜 2. Silent on-looker 3. Day after day 4. 深海 5. Brand-new color 6. Programized Heaven 7. POPular UPrising 8. New Temptation 9. 太陽と蒼い月〜2Lovers〜 10. Sparks Monkey 11. Unusual 12. Freedom 13. Walk on 14. Beauty × Butterfly 15. Night and Day 16. Final DISC3『House of Crunch Loop PPF@AX』 1. B.C. 2. OVER MIND 3. FACE 4. Unusual 5. Night and Day 6. NERVOUS 7. Skeleton Dance 8. 罠 9. ALKALOID 10. Freedom 11. Final 12. POPular UPrising 13. Dummy 14. 舌 15. 針の筵 16. an eternity 17. クラッシュボウイ〜Crash Boy〜        | 2025年8月29日のライブ会場限定販売。DISC1は未発表曲「Without your Love」とそのアレンジ違いを含めた3曲、DISC2は日本クラウン在籍時代の音源より16曲を収録したベスト『Crown Best 2025』、DISC3は2003年1月13日に渋谷AXで開催された『House of Crunch Loop PPF@AX』の模様を収録したDVDとなっている。 |

### バンドスコア
| 発売日         | タイトル                                         | 出版社           |
| -------------- | ------------------------------------------------ | ---------------- |
| 1997年10月30日 | BAND SCORE Laputa(ラピュータ) "蜉〜かげろう〜蝣" | ドレミ楽譜出版社 |
| 1997年10月30日 | BAND SCORE Laputa(ラピュータ) "絵〜エマダラ〜班" | ドレミ楽譜出版社 |
| 1998年6月30日  | BAND SCORE Laputa(ラピュータ) "麝〜ジャコウ〜香" | ドレミ楽譜出版社 |
| 1999年2月20日  | BAND SCORE Laputa(ラピュータ) 眩く廃人           | ドレミ楽譜出版社 |
| 1999年2月20日  | BAND SCORE Laputa(ラピュータ) 眩〜めまい〜暈     | ドレミ楽譜出版社 |
| 1999年8月30日  | BAND SCORE Laputa(ラピュータ) "翔〜カケラ〜裸"   | ドレミ楽譜出版社 |

### VIDEO / DVD
|     | 発売日                                      | タイトル                                                         | 規格品番                                   | 備考                      |
| --- | ------------------------------------------- | ---------------------------------------------------------------- | ------------------------------------------ | ------------------------- |
| 1st | 1994年9月4日                                | Paradoxical Reality                                              |                                            | FC限定                    |
| 2nd | 1996年7月7日                                | 箱庭                                                             | TOVF-1288:VHS                              | TOSHIBA EMI               |
| 3rd | 1997年7月24日 2002年05月16日 2011年11月09日 | MOV(i)E ON DARKNESS                                              | TOVF-1266:VHS TOBF-5130:DVD TOBF-91042:DVD | TOSHIBA EMI               |
| 4th | 1998年3月18日 2002年05月16日 2011年11月09日 | CLIPS OF CRUNCH L∞P                                              | TOVF-1281:VHS TOBF-5131:DVD TOBF-91043:DVD | TOSHIBA EMI               |
| 5th | 1999年6月9日 2002年05月16日 2011年11月09日  | CLIPS OF CRUNCH L∞P II                                           | TOVF-1311:VHS TOBF-5132:DVD TOBF-91044:DVD | TOSHIBA EMI               |
| 6th | 2000年12月6日 2002年04月24日                | CLIPS OF CRUNCH L∞P III                                          | CRVP-10002:VHS CRBP-10005:DVD              | 日本クラウン              |
| 7th | 2001年11月21日 2002年04月24日               | Heaven to Perfection〜Tour001 Programized Heaven final mission〜 | CRVP-40030:VHS CRBP-10006:DVD              | 日本クラウン              |
| 8th | 2004年12月15日                              | Laputa ALL BURST                                                 | CRBP-10024:DVD                             | 日本クラウン オリコン90位 |
| 9th | 2025年8月29日                               | ALL BURST                                                        | LA4L-0004                                  | aKJT Laputa               |

## タイアップ一覧
| 使用年 | 曲名                          | タイアップ                                                                                |
| ------ | ----------------------------- | ----------------------------------------------------------------------------------------- |
| 1997年 | eve〜Last night for you〜     | TBS系『COUNT DOWN TV』オープニングテーマ                                                  |
| 1997年 | meet again                    | 読売テレビ・日本テレビ系アニメ『金田一少年の事件簿』オープニングテーマ（第24話 - 第40話） |
| 1998年 | 揺れながら…                   | 日本テレビ系『進ぬ!電波少年』エンディングテーマ                                           |
| 1998年 | Feelin' the sky               | 代々木アニメーション学院 CMソング                                                         |
| 1998年 | Breath                        | TBS系『ランク王国』1998年12月・1999年1月度オープニングテーマ                              |
| 1999年 | Chimes                        | 中京テレビ・日本テレビ系ZZZ『ろみひー』エンディングテーマ                                 |
| 1999年 | Virgin cry                    | テレビ埼玉『TV Veep』オープニングテーマ                                                   |
| 2000年 | Shape〜in the shape of wing〜 | 日本テレビ系『号外!!爆笑大問題』エンディングテーマ                                        |
| 2001年 | Silent on-looker              | テレビ東京系『大調査!! なるほど日本人』エンディングテーマ                                 |

## ミュージックビデオ
| 監督              | 曲名 |
| 生西康典/掛川康典 | 「POPular UPrising」 |
| 井上強            | 「Shape〜in the shape of wing〜」「Silent on-looker」「Sparks Monkey」「meet again」                                        |
| 西川智彦          | 「深海」 |
| 不明              | 「Breath」「Chimes」「Feelin' the sky」「Virgin cry」「WITH the WIND」「eve」「WITH the WIND」「硝子の肖像」「揺れながら…」 |